# Stefano Mugnai
Stefano Mugnai (Firenze, 27 dicembre 1969) è un politico italiano.

## Biografia
Consegue la maturità scientifica nel 1989 e si laurea in Scienze Politiche nel 1993 presso l'Istituto Cesare Alfieri.
La sua carriera politica ha inizio all'interno della Democrazia Cristiana come responsabile giuridico della direzione del Consiglio comunale di Terranuova Bracciolini.
Nel 1999 Mugnai si candida a sindaco di Terranuova Bracciolini a capo della lista di centro-destra "Vivere insieme Terranuova", ma viene sconfitto dal rivale di centro-sinistra.
Nel 2006 è nominato responsabile della sezione di Forza Italia di Valdarno. Nel 2008 entra nella giunta regionale di Forza Italia, con delega alla formazione.
Alle elezioni regionali toscane del 2010 è eletto consigliere del Popolo della Libertà.
Candidato presidente della Toscana del centrodestra alle elezioni regionali del 2015, ottiene il 9,10% classificandosi al 4º posto Nel giugno successivo è nominato coordinatore regionale di Forza Italia., venendo quindi confermato consigliere regionale.
Alle elezioni politiche del 2018 è eletto deputato nel gruppo parlamentare Forza Italia e diventa vice capogruppo alla Camera. Di conseguenza, l'11 aprile dello stesso anno viene sostituito nel consiglio regionale da Maurizio Marchetti.
Con le elezioni regionali in Toscana del 2020 alle porte, si dimette da coordinatore di Forza Italia per alcune divergenze sui candidati da presentare.
Il 27 maggio 2021 seguente aderisce a Coraggio Italia, il nuovo partito fondato dal sindaco di Venezia Luigi Brugnaro insieme al presidente della Liguria Giovanni Toti e a numerosi parlamentari di diversa provenienza (M5S, Forza Italia, Cambiamo!-Popolo Protagonista, Lega e Centro Democratico); Mugnai viene scelto come vicepresidente vicario del gruppo alla Camera  e dal 18 novembre è membro della direzione nazionale e coordinatore del partito in Toscana.
Il 23 giugno 2022 abbandona Coraggio Italia e, insieme ad altri sei ex membri del partito, aderisce all'associazione "Vinciamo Italia" costituita da Marco Marin  con cui il 28 giugno formano la componente "Vinciamo Italia - Italia al Centro con Toti".

## Vita privata
È cresciuto nel comune di Terranuova Bracciolini e vi ha abitato fino al 2004. È sposato e ha due figli.